# قشلاق (مراغة)
قشلاق هي قرية في مقاطعة مراغة، إيران. عدد سكان هذه القرية هو 409 في سنة 2006.